# Мали Иван (језеро)
Мали Иван (рус. Малый Иван) слатководно је језеро глацијалног порекла смештено у североисточном делу Невељског рејона на југу Псковске области, односно на западу европског дела Руске Федерације. Заједно са језером Велики Иван, са којим је повезано природном протоком дужине око 1 километар, чини јединствену језерску формацију Иван језера укупне површине око 18 км².
Преко своје једине отоке, реке Балаздињ, повезано је са басеном реке Ловата, и припада басену реке Неве и Балтичког мора.
Акваторија језера обухвата површину од око 8 км², максимална дубина језера је до 7 метара, док је просечна дубина око 3,5 метара.